# Sełyszcze (rejon dniestrzański)
Sełyszcze (ukr. Селище) – wieś na Ukrainie, w obwodzie czerniowieckim, w rejonie dniestrzańskim, w hromadzie Sokiriany. W 2001 liczyła 1375 mieszkańców.